# Den glade enke i Trangvik
Den glade enke i Trangvik är en norsk svartvit stumfilm från 1927. Filmen regisserades av Harry Ivarson som också skrev manuset baserat på karaktärer och teman från Trangviksposten.

## Rollista
- Julie Lampe – Änkefru Salvesen
- Harald Steen – Redare Jørnsen
- Sæbjørn Buttedahl – Polisman Fladnes den äldre
- Lalla Carlsen – Bergtora
- Erling Drangsholt – Ingeniör Vang
- Egil Hjorth-Jenssen – Fotograf Haarbye
- Joachim Holst-Jensen – Telegrafist Berg
- Thorleif Klausen – Redaktör Syvertsen
- Eugen Skjønberg – Sjömannen Sivert
- Henny Skjønberg – Fröken Salvesen
- Alf Sommer – Fladnes den yngre
- Sigrun Svenningsen – Änkefru Helene Dyring